# Céu Azul
Céu Azul is een gemeente in de Braziliaanse deelstaat Paraná. De gemeente telt 11.413 inwoners (schatting 2009).